# Liste der Stolpersteine in Gau-Algesheim
Die Liste der Stolpersteine in Gau-Algesheim enthält alle 11 Stolpersteine, welche von Gunter Demnig in Gau-Algesheim verlegt wurden. Sie sollen an die Opfer des Nationalsozialismus erinnern, die in Gau-Algesheim ihren letzten bekannten Wohnsitz hatten, bevor sie deportiert, ermordet, vertrieben oder in den Suizid getrieben wurden.
Hinweis: Die Liste ist sortierbar. Durch Anklicken eines Spaltenkopfes wird die Liste nach dieser Spalte sortiert, zweimaliges Anklicken kehrt die Sortierung um. Durch das Anklicken zweier Spalten hintereinander lässt sich jede gewünschte Kombination erzielen.
Anklicken des Bildes vergrößert das Bild.

## Liste der Stolpersteine
| Adresse                                                        | NS-Opfer                               | Inschrift                                                                                  | Bild | Kollektion | Lage |
| -------------------------------------------------------------- | -------------------------------------- | ------------------------------------------------------------------------------------------ | ---- | ---------- | ---- |
| Ockenheimer Str. 1 · Gau-Algesheim ·                           | Fanny Raphael Jg. 1869                 | Deportiert 1942 Theresienstadt Ermordet 12.03.1943 Theresienstadt                          |      |            |      |
| Neugasse 7 · Gau-Algesheim ·                                   | Helga Hirschbrandt Jg. 1924            | Deportiert 1942 Izbica Ermordet in Sobibor                                                 |      |            |      |
| Weingasse 25 · Gau-Algesheim ·                                 | Sybilla Metzger geb. Nathan Jg. 1870   | Deportiert 1942 Theresienstadt Ermordet 16.07.1943 Theresienstadt                          |      |            |      |
| Weingasse 25 · Gau-Algesheim ·                                 | Karl Nathan Jg. 1874                   | Deportiert 1942 Ermordet im besetzten Polen                                                |      |            |      |
| Weingasse 25 · Gau-Algesheim ·                                 | Jeanette Nathan geb. Ernsthal Jg. 1892 | Deportiert 1942 Ermordet im besetzten Polen                                                |      |            |      |
| Weingasse 25 · Gau-Algesheim ·                                 | Kurt Simon Nathan Jg. 1927             | Deportiert 1942 Ermordet im besetzten Polen                                                |      |            |      |
| Weingasse 25 · Gau-Algesheim ·                                 | Hermann Nathan Jg. 1925                | Deportiert 1942 Ermordet im besetzten Polen                                                |      |            |      |
| Eingang Wallfahrtskapelle · St. Laurenziberg · Gau-Algesheim · | Richard Möbius Jg. 1890                | Denunziert Verhaftet 1944 Buchenwald Ermordet 2.2.1945 Aussenlager Ohrdruf                 |      |            |      |
| Eingang Wallfahrtskapelle · St. Laurenziberg · Gau-Algesheim · | Anna Frieda Möbius Jg. 1925            | Eingewiesen Anstalt Nieder-Ramstadt Tot auf Transport zur Heilanstalt Heppenheim 27.3.1939 |      |            |      |
| Eingang Wallfahrtskapelle · St. Laurenziberg · Gau-Algesheim · | Adolf Möbius Jg. 1933                  | Eingewiesen 1943 Heilanstalt Eichberg Ermordet 25.9.1943                                   |      |            |      |
| Eingang Wallfahrtskapelle · St. Laurenziberg · Gau-Algesheim · | Emma Möbius Jg. 1936                   | Eingewiesen 1943 Heilanstalt Eichberg Ermordet 10.2.1944                                   |      |            |      |